# 22734 Теоджонс
22734 Теоджонс (22734 Theojones) — астероїд головного поясу, відкритий 26 вересня 1998 року.
Тіссеранів параметр щодо Юпітера — 3,503.